# Цвятко Йорданов
Цвятко (Цветко) Иванов Йорданов е български скулптор.

## Живот и творчество
Роден е на 13 юни 1926 г. в село Вировско, Врачанско. Средното си образование получава във Врачанската мъжка гимназия през 1941 г. и след това учи в Художествената академия в София, специалност „Скулптура“. Висшето си образование завършва с дипломната работа – скулптурата „Биволарчето“ (1957 г.), която е посветена на неговото детство в село Вировско.
Не закъсняват и първите му работи: паметен знак на лобното място на Христо Ботев в местността „Йолковица“ и барелеф на Димитър Благоев. През целия си творчески път залага на селската тематика ‒ „Човекът с копралята“, „Селянката с хурката“, „Дунавската равнина“. Революционните борби, образът на бореца за национално освобождение, на септемврийците, на участниците в антифашистката борба също присъстват като теми в произведенията му. Изработва паметника на Козарчето, проекта за паметник на Софроний Врачански, образите на възрожденците, подготвени за парк „Хижата“, паметника в местността Томин мост, посветен на участниците в Септемврийското въстание от 1923 г., паметника в Мизия, паметния знак край с. Главаци, паметниците на Тотка Илиева и Семко Крачунов, на загиналите в борбата против фашизма и във Втората световна война в селата Вировско и Селановци, паметния знак в с. Сараево, паметния знак за в. „Отечествен зов“.
Цвятко Йорданов участва в основаването на Клуба на дейците на културата във Враца и е автор на клубния знак. Създава и знака на литературното приложение „Дъга“ на окръжния вестник „Отечествен зов“. Членува в Съюза на българските художници. Носител е на Почетна значка и грамота на КДК ‒ Враца (1978 г.). През 1997 г. получава „Наградата на Враца“ за цялостно творчество и принос в културното развитие на града. Удостоен е със званието „Почетен гражданин на Враца“ през 2001 година по случай неговата 75-а годишнина.

## Рисунки
- Човекът и неговите пътеки